# Shraddha Kapoor
Shraddha Kapoor (Bombai, 3 de març de 1987) és una actriu i cantant índia popular per les seves actuacions en pel·lícules en llengua hindi. Filla de l'actor Shakti Kapoor, va començar la seva carrera com a actriu amb un breu paper en la pel·lícula Teen Patti (2010), seguida del seu primer paper protagonista en el drama adolescent Luv Ka The End (2011).
Kapoor va guanyar un ampli reconeixement popular per interpretar una cantant en el reeixit drama romàntic Aashiqui 2 (2013), pel qual va rebre diversos elogis, inclosa una nominació als Premis Filmfare a la Millor actriu. L'any següent va interpretar un personatge basat en Ofèlia en el drama aclamat per la crítica de Vishal Bhardwaj Haider (2014), una adaptació de la tragèdia Hamlet. Kapoor es va consolidar amb papers principals en el thriller romàntic Ek Villain (2014), el drama ABCD 2 (2015) i el film d'acció Baaghi (2016), produccions que figuren entre els seus majors èxits comercials. A més d'actuar, Kapoor ha cantat les cançons de diverses de les seves pel·lícules. L'any 2015 va llançar la seva pròpia línia de roba.

## Filmografia
- 2010 - Teen Patti
- 2011 - Luv Ka The End
- 2013 - Aashiqui 2
- 2013 - Gori Tere Pyaar Mein
- 2014 - Ek Villain
- 2014 - Haider
- 2014 - Ungli
- 2015 - ABCD 2
- 2016 - Baaghi
- 2016 - A Flying Jatt
- 2016 - Rock On 2
- 2017 - Ok Jaanu
- 2017 - Half Girlfriend
- 2017 - Haseena Parkar
- 2018 - Nawabzaade
- 2018 - Batti Gul Meter Chalu
- 2018 - Stree
- 2019 - Saaho
- 2019 - Chhichhore[5]
- 2020 - Street dancer 3D
- 2020 - Baaghi 3

## Discografia
- 2014 - "Galliyan" - Ek Villain[6]
- 2014 - "Do Jahaan" - Haider
- 2015 - "Bezubaan Phir Es" - ABCD 2
- 2016 - "Sab Tera" - Baaghi
- 2016 - "Tere Mere Dil" - Rock On febrer
- 2016 - "Udja Re"
- 2016 - "Woh Jahaan"
- 2016 - "Rock On-Revisited"
- 2017 - "Phir Bhi Tumko Chaahungi" - Half Girlfriend[7]